# La femme est partie
Pour plus de détails, voir Fiche technique et Distribution.
La femme est partie (aussi Ma femme est partie, Жена ушла) est un film soviétique réalisé par Dinara Assanova, sorti en 1979,.

## Synopsis
Alexandre Klyuev, un chef de chantier respecté par ses supérieurs et subordonnés, a tout dont on a besoin pour être heureux : un bon salaire, une belle et tendre épouse Vera, un enfant. Mais un jour, sa femme décide de partir. Au début, Alexandre essaie en vain de persuader Vera de changer d'avis, il lui promet de changer, fait appel à l'amie de sa femme Tatyana. Puis, quand il se rend compte que Vera ne reviendra pas sur sa décision, il a recours à des insultes : « Sans moi tu n'es rien » et des menaces : « Je ne te donnerai pas mon fils ». En parallèle, une chaîne d'événements de la vie commune des personnages principaux défile devant le spectateur, montrant un enchevêtrement de problèmes familiaux, de petites querelles et de scandales majeurs. Tout au long du film, Alexandre et Vera tentent de trouver la réponse aux questions : comment se fait-il que la vie de famille soit devenue impossible ? Où est passé l'amour, et avait-il existé ? À la suite de tout ce qui se passe, une image de la discorde familiale est révélée, et il devient évident que chaque conjoint en a sa part de responsabilité.

## Fiche technique
- Réalisation : Dinara Assanova
- Photographie : Youri Vorontsov
- Musique : Vladimir Vassiliev, Boulat Okoudjava
- Décors : Vladimir Svetozarov, N. Vassilieva, T. Voronkova
- Montage : Tamara Lipartia
- Scénario : Viktor Aristov

## Distribution
- Valery Priomykhov : Alexandre Klyuev, chef de chantier
- Elena Solovei : Vera Klyueva, femme d'Alexandre
- Ekaterina Vassilieva : Sonia
- Alexandre Demianenko : Stepan
- Lidia Fedosseïeva-Choukchina (ru) : Tania, amie de Vera Klueva
- Zinovi Gerdt : voisin
- Mitia Saveliev : Vitia Klyuev, fils d'Alexandre et Vera
- Maria Vinogradova : Konduktorsha